# Port-Sainte-Foy-et-Ponchapt
Port-Sainte-Foy-et-Ponchapt è un comune francese di 2 582 abitanti situato nel dipartimento della Dordogna nella regione della Nuova Aquitania.

## Società

### Evoluzione demografica
Abitanti censiti

## Amministrazione

### Gemellaggi
- Plobsheim, Francia